# Norbert Hofer
Norbert Hofer (Vorau, 1971. március 2. –) osztrák politikus, a szélsőjobboldali Osztrák Szabadságpárt elnöke 2019 és 2021 között.

## Politikai karrier

### A 2016. évi ausztriai elnökválasztás
A Szabadság Párt 2016 elején jelentette be, hogy Norbert Hofer lesz a párt elnökjelöltje a 2016-os ausztriai elnökválasztáson. Hofer az első fordulóban a szavazatok 35,3 százalékát, a második fordulóban 49,73 százalékát szerezte meg, ezzel második helyen végzett az elnökválasztáson Alexander Van der Bellennel szemben. Norbert Hofer és Heinz-Christian Strache ezt követően bejelentést tettek az osztrák alkotmánybíróságnak, hogy a második fordulóban véleményük szerint csalás történt, és kérik ennek kivizsgálását. Az alkotmánybíróság bizonyos szabálytalanságok miatt elrendelte a második forduló megismétlését, aminek időpontját eredetileg október 2-ára tűzték ki. 2016. szeptember 21-én technikai okokra hivatkozva a választást december 4-ére halasztották. A választást végül Hofer elveszítette, mivel 46,6 százalékot kapott, ezzel alul maradt Alexander Van der Bellennel 53,4%-ával szemben. Később Hofer bejelentette, hogy indulni fog a 2022-es osztrák elnökválasztáson.

### A Strache-botrány
2017-es parlamenti választások után a konzervatív néppárt (ÖVP) és a szabadságpárt (FPÖ) alakított új kormányt Sebastian Kurz vezetésével, melyben Hofer megkapta a közlekedési, innovációs és technológiai miniszteri posztot. 2019 májusában az ÖVP–FPÖ kormánykoalíció szétrobbanásához vezetett Heinz-Christian Strache szabadságpárti vezér és alkancellár politikai korrupcióját leleplező rejtett videó. A botrányt követően Strache lemondott mind alkancellári, mind pedig pártelnöki tisztségéről, melyet Hofer vett át (május 19.). Miután Sebastian Kurz kancellár bejelentette a koalíció felbontását, valamennyi FPÖ-s miniszter lemondott, köztük Hofer is, aki tárcája irányítását Valerie Hacklnek, az Austro Control nevű cég vezetőjének adta át.